# Veštrski mlin
Veštrski mlin (tudi Vešterski mlin) se nahaja ob reki Sori v Škofji loki in je danes kulturni spomenik lokalnega pomena. Za spomenik je bil  razglašen 9.marca 2006.
Mlin je bil med II. svetovno vojno požgan, nato pa delno obnovljen kot spomenik padlim partizanom.
Med drugo svetovno vojno je bila Škofja Loka priključena nemškemu Rajhu. Tako kot drugod po Sloveniji, se je tudi na Gorenjskem organiziralo odporniško partizansko gibanje. V bunkerju pod mlinom je delovala ilegalna partizanska tehnika. Nemški vojaki so 8. februarja 1944 obkolili mlin ter preiskali vso okolico. Ker partizanske tehnike niso odkrili, so zažgali sosedovo hišo, žago in mlin. V njem pa so zgoreli: ing. Beno Anderwald-Benko, roj. 30 aprila 1915, Silva Janša-Darja, roj. 9. septembra 1920, Pavel Gosar-Razin, roj. 26. junija 1920 in Matevž Markič-Metod. Posmrtni ostanki Janše, Anderwalda in Gosarja so pozneje pokopali na pokopališču v Stari Loki, Markiča pa so sorodniki pokopali v Strahinju.